# Germano Facetti
Germano Facetti (Milano, 5 maggio 1926 – Sarzana, 8 aprile 2006) è stato un designer italiano.
È stato art director della Penguin Books dal 1960 al 1972 e un importante esponente della grafica editoriale.

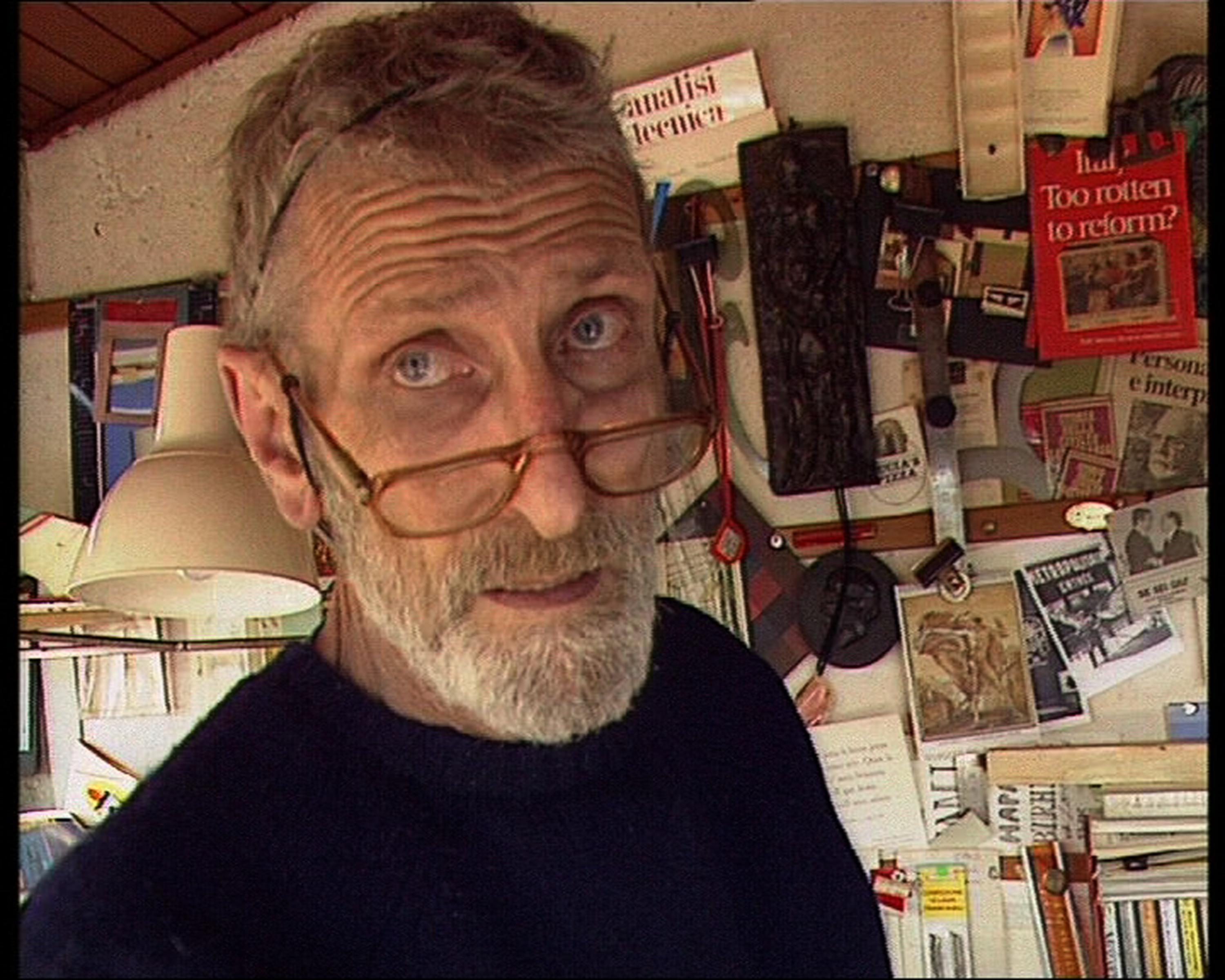
Germano Facetti nel suo studio. Foto scattata da Tony West durante le riprese del film The Yellow Box

## Biografia
Nato a Milano nel 1926, all'età di diciassette anni, nell'autunno del 1943, Facetti venne arrestato dalla polizia come membro armato della Resistenza e, dopo alcuni mesi di detenzione a San Vittore, deportato a Gusen, sottocampo di Mauthausen, in Austria. Qui conobbe e strinse amicizia con i compagni di prigionia Lodovico Barbiano di Belgiojoso e il collega Gian Luigi Banfi. Venne liberato a maggio del 1945 dalle truppe alleate. 
Di questa dolorosa esperienza rimane un Taccuino, contenente appunti, fotografie, disegni e poesie di Facetti e Belgiojoso raccolti durante il periodo di prigionia e successivamente, conservato per anni chiuso in un cassetto, in una "scatola gialla".
Rientrato a Milano, Facetti riprese gli studi e frequentò lo studio BBPR (Banfi, Belgiojoso, Peressutti e Rogers) come disegnatore; cominciò inoltre a svolgere ricerche in archivio per la rivista Domus fondata da Ernesto Nathan Rogers. Lavorò con i gruppi comunisti milanesi per ricostruire le scuole. In quel periodo conobbe Mary Crittall, giovane architetto inglese che collaborava con lo studio BBPR; nel 1950 Germano sposò Mary e si trasferì a Londra. 
Negli anni cinquanta Facetti studiò tipografia alla Central School of Arts and Crafts e iniziò l'attività di designer, collaborando con British Olivetti; in seguito indirizzò sempre più il suo interesse verso la grafica editoriale e per un certo tempo lavorò come editing artistico all'Aldus Books. Frequentava il Caffè Torino in Old Compton Street, ritrovo abituale dell'avanguardia londinese.
Dopo una breve parentesi a Parigi, dove frequentò gli ambienti cinematografici, divenendo amico di Alain Resnais e di Agnès Varda, e lavorando con Chris Marker, nel 1960 Facetti, tornato a Londra, approdò alla Penguin Books, divenendone art director. Durante questo periodo la produzione della Penguin si dilatò e si sviluppò in molte collane. Cominciando con la serie del crimine nel 1962, Facetti dette ai Penguin un'impostazione più visuale, in luogo di quella tipografica: il suo più grande successo fu il nuovo disegno dei classici con sfondo nero. Egli collaborò anche ad istituire la Design and Art Directors Association di Londra e ne progettò la prima esposizione.
Dal 1967 al 1969 Facetti fu Presidente dell'Alliance Graphique Internationale e alla fine degli anni sessanta fu consulente artistico alla Purnell's History of the Twenthieth Century.
Nel 1970 produsse il film Vìctoria Excetera sulla statuaria imperiale degli edifici londinesi e nel 1971 pubblicò con Alan Fletcher un'antologia illustrata dell'identità grafica: Identità Kits. A Pictorial Survey of Visual Signals.
Nel 1972 Facetti lasciò Londra per tornare in Italia e iniziò a dedicarsi all'attività di consulente editoriale, quindi anche all'insegnamento, sempre in Italia come in Inghilterra e negli Stati Uniti. Collaborò tra gli altri con Timelife, Jonathan Cape, e Rizzoli.
Di questi anni fu la sua impresa editoriale più significativa: la storia illustrata del Parlamento Italiano in venti volumi.
È morto a Sarzana, dove risiedeva, l'8 aprile 2006.